# Arthur Henry Fitzroy Paget
Sir Arthur Henry Fitzroy Paget (1. března 1851 – 8. prosince 1928, Cannes, Francie) byl britský generál. Od mládí se zúčastnil koloniálních válek, v roce 1910 dosáhl hodnosti generála a v letech 1911–1914 byl vrchním velitelem v Irsku.

## Životopis
Pocházel z významného šlechtického rodu Pagetů, byl vnukem polního maršála 1. markýze z Anglesey. Pocházel z početné rodiny generála lorda Alfreda Pageta (1816–1888), měl třináct sourozenců a byl nejstarším synem. V armádě sloužil od roku 1869, zúčastnil se koloniálních válek v Africe a východní Asii. Za búrské války dosáhl hodnosti generálmajora, později byl vrchním velitelem ve východní Anglii (1908–1912) a od roku 1908 byl generálporučíkem. V letech 1910–1914 byl pobočníkem krále Jiřího V. a v roce 1910 byl povýšen na generála. V letech 1911–1914 byl vrchním velitelem v Irsku a od roku 1912 též členem irské Tajné rady. Spolu s ministrem války J. E. Seelym byl na jaře 1914 spoluzodpovědným za nekompetentní postup vůči severoirským nacionalistům a vzpouru ve vojenském táboře Curragh (Currgah Incident). Vrchní velení v Irsku opustil na začátku první světové války, později velel znovu armádě v jihovýchodní Anglii (1916–1918), v roce 1918 odešel do výslužby.
V roce 1906 obdržel Viktoriin řád, v roce 1913 získal velkokříž Řádu lázně. Mimo jiné se uplatnil jako spisovatel, pod pseudonymem psal dobrodružné romány, v nichž zužitkoval své zkušenosti z kolonií.

## Rodina
V roce 1878 se oženil s Mary Stevens (1853–1919), dcerou amerického hoteliéra Parana Stevense. Měli spolu tři syny, kteří sloužili v armádě, nejstarší z nich, kapitán Albert Paget (1879–1917), padl za první světové války. Dcera Louise (1881–1958) se provdala za svého bratrance, diplomata Ralpha Pageta.
Arthurův mladší bratr Alfred Wyndham Paget (1852–1918) byl admirálem, nejmladší bratr Almeric Paget (1861–1949) byl politikem a podnikatelem, v roce 1917 získal titul barona a poté byl dlouholetým funkcionářem Společnosti národů.